# Atletismo Europeo
Atletismo Europeo (también conocida por su nombre en inglés, European Athletics, y la sigla EA) es la institución que representa a las federaciones nacionales europeas de atletismo a nivel competitivo ante World Athletics. Asimismo, es la responsable de organizar periódicamente las competiciones continentales correspondientes.
Tiene su sede en la ciudad de Lausana (Suiza). Cuenta en 2023 con la afiliación de 51 federaciones nacionales del continente europeo.
Su actual presidente es el búlgaro Dobromir Karamarinov, elegido tras la muerte del noruego Svein Arne Hansen en junio de 2020.

## Historia
El primer antecedente de lo que hoy es Atletismo Europeo data de 1932, cuando la IAAF (actual World Athletics) creó un comité con vistas a organizar un campeonato europeo de atletismo. El 24 de septiembre de 1933, en una reunión del consejo de la IAAF celebrada en Berlín, este comité se convirtió en permanente bajo el nombre de Comité Europeo de Atletismo, cuya primera reunión tuvo lugar el 7 de enero de 1934. Pese a tener ámbito europeo, los miembros de este comité eran elegidos cada cuatro años por todos los países de la IAAF hasta 1966, cuando pasaron a ser elegidos solo por los países europeos.
El 1 de noviembre de 1969, en una reunión del comité celebrada en Bucarest, se formó la Asociación de los Miembros Europeos de la IAAF, que el 7 de noviembre de 1970, en París, se convirtió en una organización separada: la Asociación Europea de Atletismo (European Athletics Association, EAA).
En 2003 se refundó la asociación y su sede se trasladó a Lausana. A partir del 1 de enero de 2004, al hacerse efectivo este traslado, la asociación cambió su nombre por el actual, European Athletics.

## Competiciones atléticas
Atletismo Europeo organiza diversos campeonatos a nivel continental, entre los que destacan:
- Campeonato Europeo de Atletismo, cuya primera edición tuvo lugar en 1934 en Turín.
- Copa de Europa de Atletismo (hasta 2008), cuya primera edición tuvo lugar en 1965 en Stuttgart (masculina) y Kassel (femenina).
- Campeonato Europeo de Atletismo por Equipos, competición mixta sucesora de la Copa de Europa, cuya primera edición tuvo lugar en 2009 en Leiría.
- Campeonato Europeo de Atletismo en Pista Cubierta, cuya primera edición tuvo lugar en 1970 en Viena.
- Copa de Europa de Clubes, cuya primera edición tuvo lugar en 1975 de forma independiente, y desde 1990 bajo los auspicios de Atletismo Europeo.
- Campeonato Europeo de Campo a Través, cuya primera edición tuvo lugar en 1994 en Alnwick.

## Organización
La estructura jerárquica de la asociación está conformada por el presidente y los vicepresidentes, el Congreso (reunido cada dos años), el Comité Ejecutivo, el Consejo y los Comités Técnicos.

### Presidentes
Desde su constitución en 1969, Atletismo Europeo ha estado presidida por las siguientes personas:
| N.º | Periodo   | Nombre               | País         |
| --- | --------- | -------------------- | ------------ |
| 1   | 1969-1976 | Adriaan Paulen       | Países Bajos |
| 2   | 1976-1987 | Arthur Gold          | Reino Unido  |
| 3   | 1987-1999 | Carl-Olaf Homen      | Finlandia    |
| 4   | 1999-2015 | Hansjörg Wirz        | Suiza        |
| 5   | 2015-2020 | Svein Arne Hansen    | Noruega      |
| 6   | 2020-     | Dobromir Karamarinov | Bulgaria     |

## Federaciones nacionales
Desde la incorporación de Kosovo en 2016, Atletismo Europeo cuenta con la afiliación de 51 federaciones nacionales de Europa:
| N.º | País                 | Federación                                              | Página web |
| --- | -------------------- | ------------------------------------------------------- | ---------- |
| 1   | Albania              | Federata Shqiptare e Atletikes                          |            |
| 2   | Alemania             | Deutscher Leichtathletik Verband                        |            |
| 3   | Andorra              | Federació Andorrana d'Athletisme                        |            |
| 4   | Armenia              | Athletic Federation of Armenia                          |            |
| 5   | Austria              | Österreichischer Leichtathletik-Verband                 |            |
| 6   | Azerbaiyán           | Azerbaijan Athletics Federation                         |            |
| 7   | Bélgica              | Ligue Royale Belge d'Athlétisme                         |            |
| 8   | Bielorrusia          | Belarus Athletic Federation                             |            |
| 9   | Bosnia y Herzegovina | Athletic Federation of Bosnia & Herzegovina             |            |
| 10  | Bulgaria             | Bulgarian Athletic Federation                           |            |
| 11  | Chipre               | Amateur Athletic Association of Cyprus                  |            |
| 12  | Croacia              | Hrvatski atletski savez                                 |            |
| 13  | Dinamarca            | Dansk Atletik Forbund                                   |            |
| 14  | Eslovaquia           | Slovenský Atletický Zväz                                |            |
| 15  | Eslovenia            | Atletska Zveza Slovenije                                |            |
| 16  | España               | Real Federación Española de Atletismo                   |            |
| 17  | Estonia              | Eesti Kergejõustikuliit                                 |            |
| 18  | Finlandia            | Suomen Urheiluliitto RY                                 |            |
| 19  | Francia              | Fédération Française d'Athlétisme                       |            |
| 20  | Georgia              | Athletic Federation of Georgia                          |            |
| 21  | Gibraltar            | Gibraltar Amateur Athletic Association                  |            |
| 22  | Grecia               | Hellenic Association of Amater Athletics                |            |
| 23  | Hungría              | Magyar Atlétikai Szövetség                              |            |
| 24  | Irlanda              | Athletics Association of Ireland                        |            |
| 25  | Islandia             | Frjálsíþróttasamband Íslands                            |            |
| 26  | Israel               | Israeli Athletic Association                            |            |
| 27  | Italia               | Federazione Italiana di Atletica Leggera                |            |
| 28  | Kosovo               | Federata e Atletikës së Kosovës o Atletski savez Kosova |            |
| 29  | Letonia              | Latvijas Vieglatlētikas Savienība                       |            |
| 30  | Liechtenstein        | Liechtsteiner Leichtathletikverband                     |            |
| 31  | Lituania             | Lietuvos Lengvosios Atletikos Federacija                |            |
| 32  | Luxemburgo           | Fédération Luxembourgeoise d'Athlétisme                 |            |
| 33  | Macedonia del Norte  | Atletska Federacija na Makedonija                       |            |
| 34  | Malta                | Malta Amateur Athletic Association                      |            |
| 35  | Moldavia             | Federatia de Atletism din Republica Moldova             |            |
| 36  | Mónaco               | Fédération Monégasque d'Athlétisme                      |            |
| 37  | Montenegro           | Athletic Federation of Montenegro                       |            |
| 38  | Noruega              | Norges Friidrettsforbund                                |            |
| 39  | Países Bajos         | Koninklijke Nederlandse Atletiek Unie                   |            |
| 40  | Polonia              | Polski Związek Lekkiej Atletyki                         |            |
| 41  | Portugal             | Federação Portuguesa de Atletismo                       |            |
| 42  | Reino Unido          | British Athletics                                       |            |
| 43  | República Checa      | Český Atletický Svaz                                    |            |
| 44  | Rumania              | Federaţia Română de Atletism                            |            |
| 45  | Rusia                | Russian Athletic Federation                             |            |
| 46  | San Marino           | Federazione Sammarinese di Atletica Leggera             |            |
| 47  | Serbia               | Atletski Savez Srbije                                   |            |
| 48  | Suecia               | Svenska Friidrottsförbundet                             |            |
| 49  | Suiza                | Schweizerischer Leichtathletik-Verband                  |            |
| 50  | Turquía              | Türkiye Atletizm Federasyonu                            |            |
| 51  | Ucrania              | Athletics Federation of Ukraine                         |            |